# 4. ceremonia wręczenia Węży
4. ceremonia rozdania Węży – gala rozdania antynagród filmowych przyznawanych najgorszym polskim filmom za rok 2014. Nominacje ogłoszono 4 marca 2014 roku, a ceremonia odbyła się 1 kwietnia. Początkowo gala miała odbyć odbyć się w warszawskim teatrze IMKA, ostatecznie jednak miała miejsce Teatrze WARSawy. Podczas trzeciej ceremonii po raz pierwszy wręczono nagrodę w kategorii „Najgorszy przekład tytułu zagranicznego”, a nazwę kategorii „Najgorszy efekt specjalny” zmieniono na „Efekt specjalnej troski”.

## Nominowani

### Najgorszy film
- Obce ciało
  - Dzień dobry, kocham cię!
  - Dżej Dżej
  - Facet (nie)potrzebny od zaraz
  - Karol, który został świętym
  - Kochanie, chyba cię zabiłem
  - Zbliżenia

### Najgorsza aktorka
- Barbara Kurdej-Szatan – Dzień dobry, kocham cię!
  - Kamilla Baar – Służby specjalne
  - Agnieszka Grochowska – Obce ciało
  - Joanna Orleańska – Zbliżenia

### Najgorszy aktor
- Borys Szyc – Dżej Dżej
  - Piotr Adamczyk – Wkręceni
  - Ireneusz Czop – Kochanie, chyba cię zabiłem
  - Bartosz Opania – Wkręceni
  - Zbigniew Zamachowski – Kochanie, chyba cię zabiłem

### Najgorszy duet na ekranie
- Borys Szyc i nawigacja GPS – Dżej Dżej
  - Kamilla Baar i Wojciech Zieliński – Służby specjalne
  - Ireneusz Czop i Arkadiusz Jakubik – Kochanie, chyba cię zabiłem
  - Agnieszka Grochowska i pejcz – Obce ciało
  - Agnieszka Grochowska i Weronika Rosati – Obce ciało
  - Joanna Orleańska i Ewa Wiśniewska – Zbliżenia

### Najgorsza reżyseria
- Krzysztof Zanussi – Obce ciało
  - Jan Jakub Kolski – Zabić bobra
  - Weronika Migoń – Facet (nie)potrzebny od zaraz
  - Magdalena Piekorz – Zbliżenia
  - Maciej Pisarek – Dżej Dżej
  - Grzegorz Sadurski (animacja: Orlando Corradi) – Karol, który został świętym

### Najgorszy scenariusz
- Krzysztof Zanussi – Obce ciało
  - Marcin Baczyński i Mariusz Kuczewski – Karol, który został świętym
  - Wojciech Kuczok i Magdalena Piekorz – Zbliżenia
  - Maciej Pisarek – Dżej Dżej
  - Joanna Wilczewska i Ryszard Zatorski – Dzień dobry, kocham cię!

### Żenujący film na ważny temat
- Obce ciało
  - Karol, który został świętym
  - Służby specjalne
  - Stacja Warszawa
  - Zabić bobra

### Efekt specjalnej troski
- Pocałunek wśród kul – Miasto 44
  - Nachalna promocja regionu – Gabriel
  - Przypisy na ekranie – Służby specjalne
  - Wchodzenie na balkon – Wkręceni
  - Wypadek samochodowy – Obce ciało

### Żenująca scena
- Zabawy z pejczykiem i męskimi prostytutkami (Agnieszka Grochowska) – Obce ciało
  - Cela w rosyjskim więzieniu – Obce ciało
  - Korporacyjna rozmowa telefoniczna (Kamilla Baar) – Służby specjalne
  - Pies, który nie chciał wędlin od złej kobiety (Agnieszka Grochowska) – Obce ciało
  - Łóżkowy dialog o seksie (Agata Kulesza i Adam Woronowicz) – Pani z przedszkola

### Występ poniżej talentu
- Agnieszka Grochowska – Obce ciało
  - Piotr Fronczewski – Karol, który został świętym
  - Arkadiusz Jakubik – Kochanie, chyba cię zabiłem
  - Borys Szyc – Dżej Dżej
  - Zbigniew Zamachowski – Kochanie, chyba cię zabiłem

### Najgorszy plakat
- Karol, który został świętym
  - Dżej Dżej
  - Karolina
  - Kochanie, chyba cię zabiłem
  - Stacja Warszawa
  - Wkręceni

### Najgorszy teledysk okołofilmowy
- Liber feat. Barbara Kurdej-Szatan – „Dzień dobry, kocham cię!” (do filmu Dzień dobry, kocham cię!)
  - Krzysztof Buratyński – „Ziemski kres” (do filmu Karolina)
  - Igor Herbut – „Wkręceni” (do filmu Wkręceni)
  - Mister D – „Haj$” (do filmu Hardkor Disko)

### Najgorszy przekład tytułu zagranicznego
- Against Gravity – Uciekinier z Nowego Jorku (Song from the Forest)
  - Kino Świat – Casanova po przejściach (Fading Gigolo)
  - VUE Movie Distribution – Co jest grane, Davis? (Inside Llewyn Davis)
  - Forum Film – Droga do zapomnienia (Railway Man)
  - Vivarto – What the Fuck? (N’importe qui)

## Podsumowanie liczby nominacji
(Minimum dwóch nominacji)
12: Obce ciało
7: Dżej Dżej, Kochanie, chyba cię zabiłem
6: Karol, który został świętym
5: Służby specjalne, Wkręceni, Zbliżenia
4: Dzień dobry, kocham cię!
2: Facet (nie)potrzebny od zaraz, Zabić bobra